# Höstjordmyra
Höstjordmyra (Lasius sabularum) är en myrart som först beskrevs av Jean Bondroit 1918.  Höstjordmyra ingår i släktet Lasius och familjen myror. Arten är reproducerande i Sverige. Inga underarter finns listade i Catalogue of Life.

## Bildgalleri

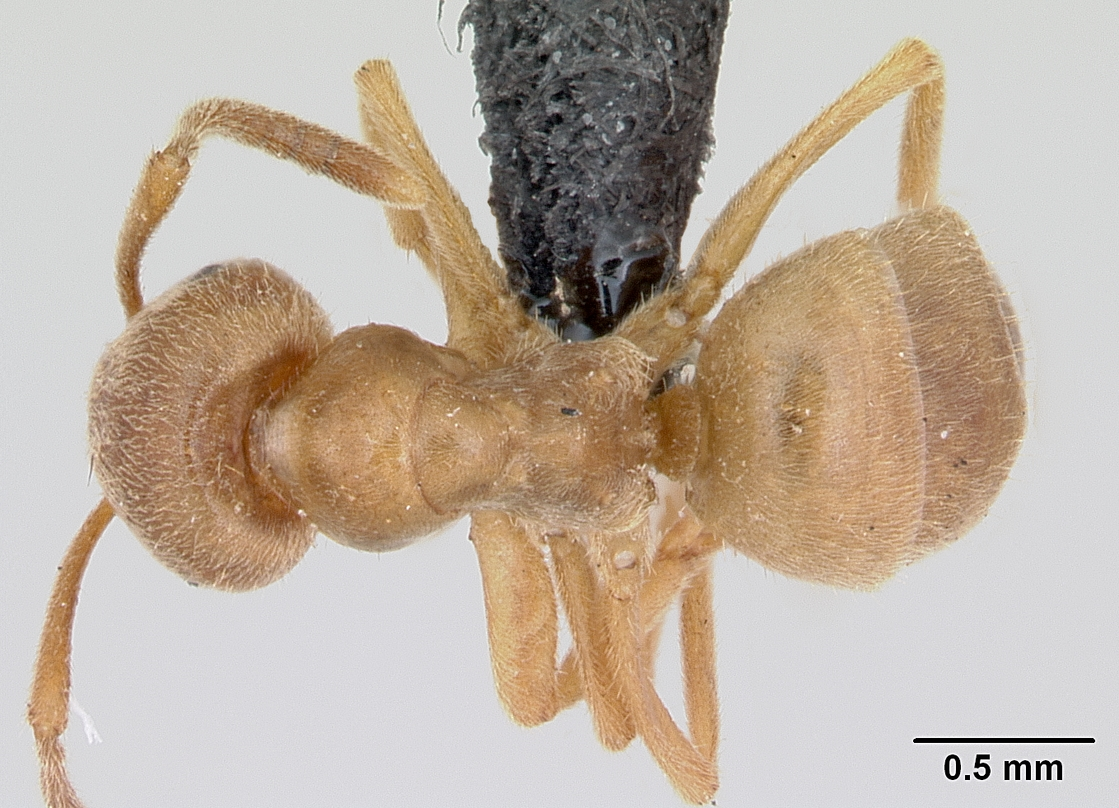
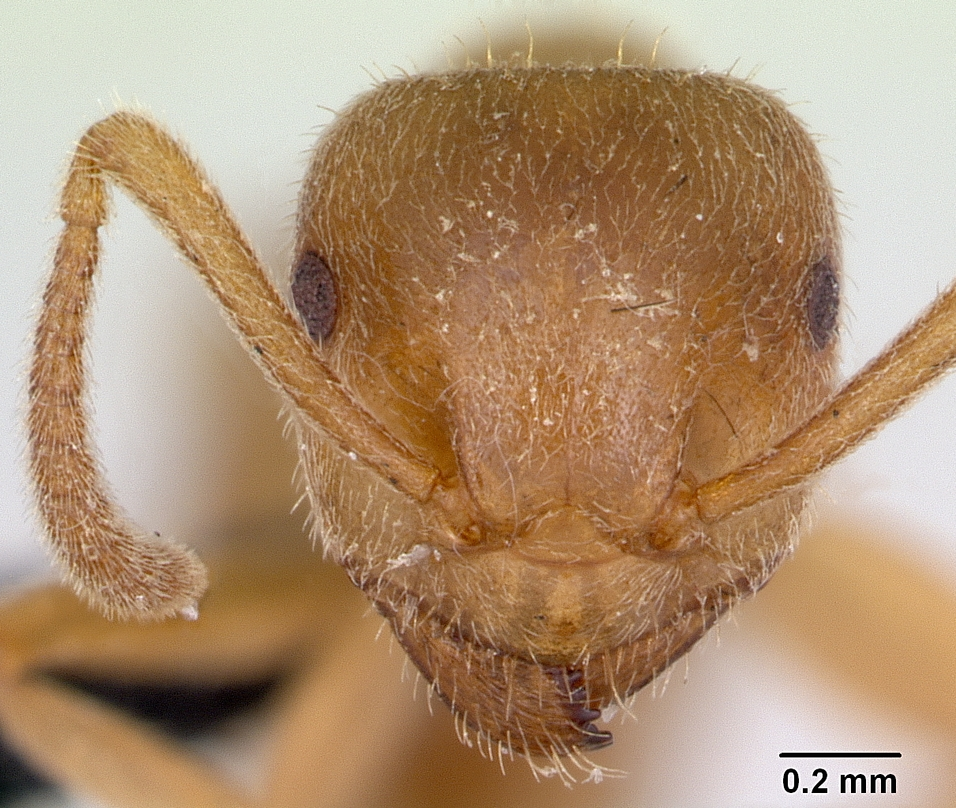
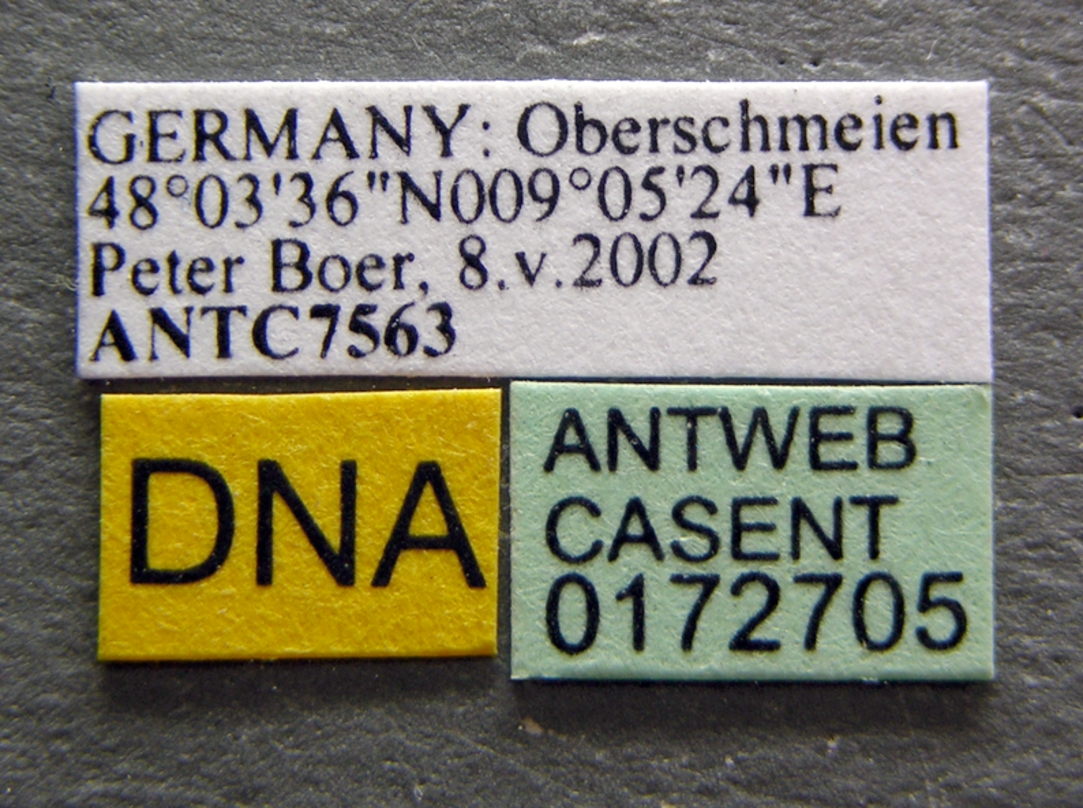
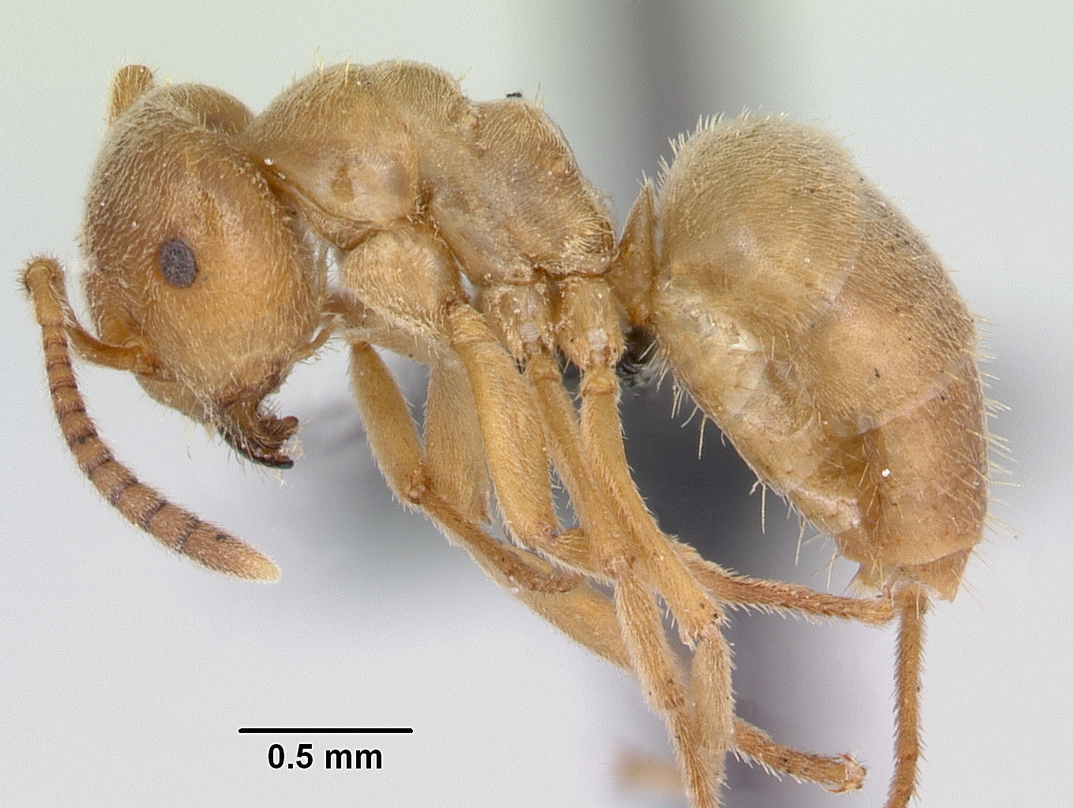
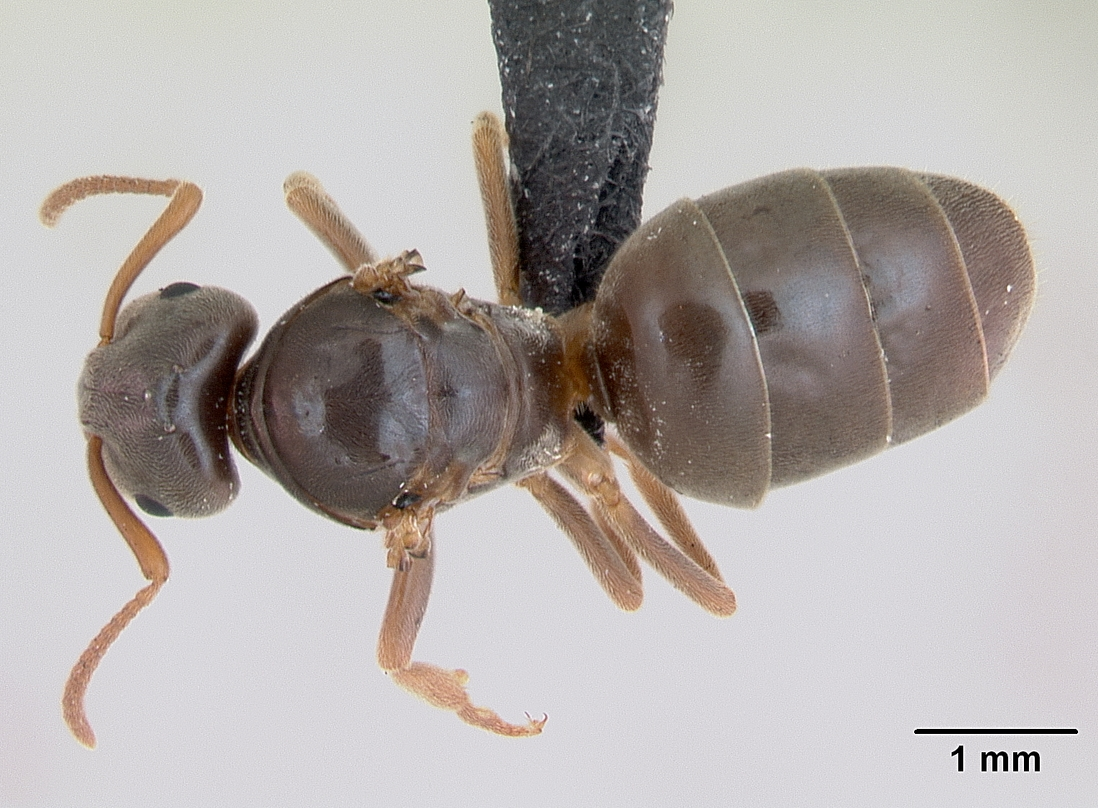
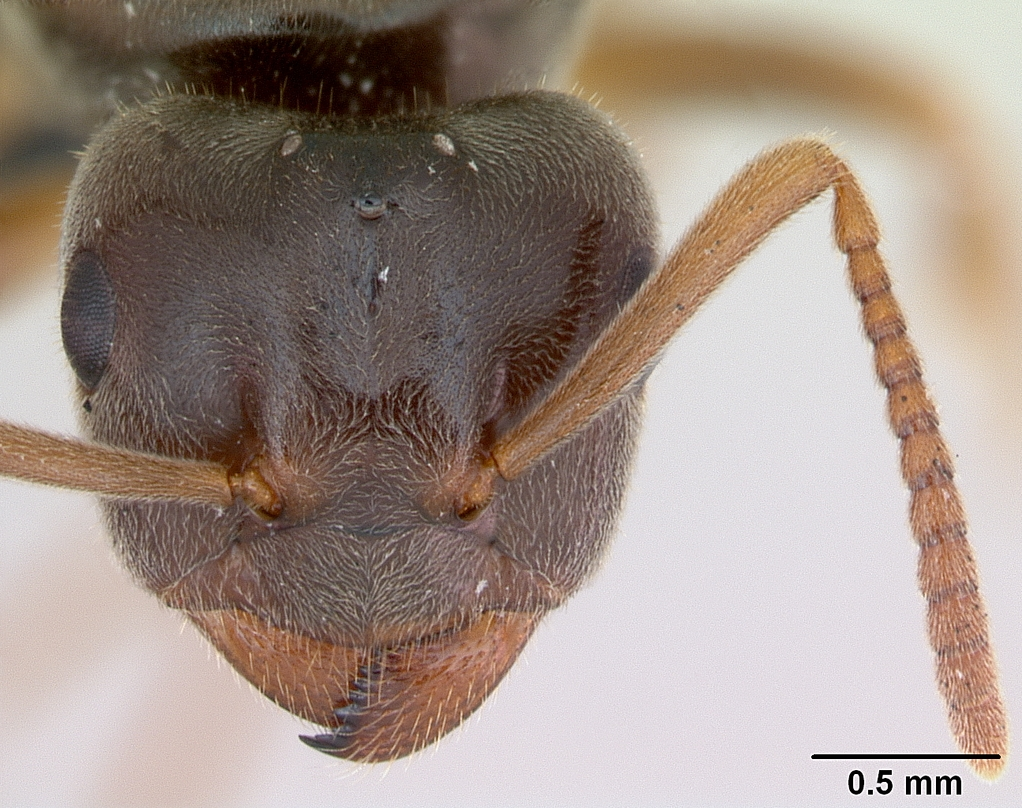